# Gustau
Gustaw (Gustāw) é uma vila na província de Badaquexão, situada no nordeste do Afeganistão.